# Jussinsaari (ö i Birkaland, Övre Birkaland, lat 62,11, long 24,46)
Jussinsaari är en ö i Finland.   Den ligger i kommunen Mänttä-Filpula i den ekonomiska regionen  Övre Birkalands ekonomiska region  och landskapet Birkaland, i den södra delen av landet, 220 km norr om huvudstaden Helsingfors.